# Conus oculatus
Conus oculatus é uma espécie de gastrópode do gênero Conus, pertencente à família Conidae.